# Limnophyes smolandicus
Limnophyes smolandicus är en tvåvingeart som beskrevs av Lars Zakarias Brundin 1947. Limnophyes smolandicus ingår i släktet Limnophyes och familjen fjädermyggor. Inga underarter finns listade i Catalogue of Life.